# Лілі Чукасян
Лілі Чукасян (1921—2012) — американська оперна співачка, контральто зі світовим ім'ям, американка вірменського походження. Працювала зі світовими симфонічними оркестрами та оперними театрами. Трудову діяльність Чукасян почала 1940 року як концертна співачка, пізніше отримала широке визнання як оперна співачка. Була однією з провідних у світі контролюють в 1960-х і 1970-х роках, з 1962 по 1986 рік працювала в театрі Метрополітен-опера в Нью-Йорку.

## Біографія
Лілі Чукасян народилася в Чикаго наймолодшою з трьох дітей іммігрантів з Вірменії. Її сім'я іммігрувала до Сполучених Штатів Америки після Геноциду вірмен 1915 року, який забрав життя двох її бабусь і декількох членів її сім'ї. Першою мовою, якою вона розмовляла, була вірменська — нею говорили вдома її батьки. Вона опанувала розмовну англійську тільки коли пішла до школи.
Лілі почала займатися музикою в місцевому церковному хорі і на заняттях старших класів місцевої школи. Ще в школі почала заробляти гроші тим, що виступала на радіо на різних заходах. Після школи навчалася співу серйозніше у Філіпа Мануеля (Philip Manuel), у нього вона брала уроки більше 20 років. У 1941 році вона вийшла заміж за Джорджа Геведжана (George Gavejian), друга її старшого брата. Це був дуже щасливий шлюб, що тривав понад 46 років, до самої смерті Джорджа в 1987 році. У них було кілька дітей і одинадцять онуків.
Як професійна концертна співачка Лілі почала виступати з 40-х років в Чикаго і іноді за його межами. Великим успіхом в її кар'єрі був концерт в січні 1955 року, коли диригент Бруно Вальтером (Bruno Walter) вибрав Чукасян для соло у 2-ї симфонії Малера (Mahler) в супроводі Чиказького симфонічного оркестру (Chicago Symphony Orchestra). У той час вона також вчилася в Північно-Західному університеті.
У 1956 році Чукасян був поставлений діагноз — рак молочної залози і лікарі дали їй всього шість місяців життя. За підтримки близьких вона вирішила боротися з раком — піддалася радикальної мастектомії, яка була ускладнена широко поширеною інфекцією, для лікування якої було потрібно три операції. За підтримки своєї родини вона поступово повернулася до нормального життя.
За свою кар'єру в театрі Метрополітен Опера Чукасян співала з багатьма великими співаками, такими як Карло Бергонци, Франко Кореллі, Кертін Філліс, Маттівільда Доббс, Вільям Дулі, Пласідо Домінго, Рері Бариш, Анна Моффо, Біргіт Нільссон, Леонтина Прайс, Гейл Робінсон, Леоні Різанек, Джоан Сазерленд, Рената Тебальді, і Річард Такер та ін.
У 1984 році, під час виконання партії в опері «Зліт і падіння міста Махагоні», у неї на сцені стався серцевий напад і вона не змогла продовжити виступ. Після цього її кар'єра загальмувалася. Її останній виступ в театрі пройшов 17 лютого 1986 року в ролі Гертруди в опері Гуно «Ромео і Джульєтта» з Ніл Шікофф в ролі Ромео і Кетрін Мальфітано в ролі Джульєтти.
Лілі Чукасян померла у 2012 році у своєму будинку в місті Бренфорд у віці 90 років.

## Оперна кар'єра
Дебют Лілі Чукасян на оперній сцені відбувся в 1959 році. Коли їй було вже 38 років. Вона виступила з партією Адальджізи (Adalgisa) в «Нормі» Вінченцо Белліні на сцені Оперного театру Арканзасу (Arkansas State Opera) — її порекомендувала режисерові театру сопрано Барбара Стівенсон (Barbara Stevenson), яка співала партію в Нормі. Дебютний виступ Лілі мав успіх. У 1960-му вона заспівала свою другу оперну партію — циганки Азучени в опері «Трубадур». На початку 1961 року вона співала партію Амелфи Тимофіївни в кантаті «Олександр Невський» Прокоф'єва з Нью-Йоркським філармонічним оркестром. Після цього виступу співачці запропонували контракт з Метрополітен-опера. Дебютний виступ Чекасян мав успіх.
Її Європейський оперний дебют пройшов на фестивалі під Schippers в ролі Іродіади в опері «Соломія».
У розпалі слави Лілі виявила нове утворення у грудях. Нікому нічого не сказавши, вона виконала свої зобов'язання за виступами в містах Нью-Йорку, Балтиморі та в Європі, після чого її направили до лікарів. У лікарні вона пройшла через ще одну мастектомію і після цього поправилася. У 1962 році вона прийняла нову пропозицію від театру Метрополітен-Опера і дебютувала на його сцені 9 березня 1962 року в опері «Джоконда» з партією Сліпий — матері головної героїні. Протягом своєї 24-річної кар'єри в Метрополітен-Опера Чукасян виконала безліч головних ролей і ще більше другорядних партій, продовжуючи гастролювати як концертна виконавиця.
Покинувши сцену в 1986 році, Чукасян викладала на вокальному факультеті Музичної школи Єльського Університету (Yale University's School of Music). У 2002 році вона була нагороджена медаллю Університету Стенфорд.

## Ролі
За час своєї 24-річної кар'єри Чукасян заспівала контральто головних і другорядних ролей.
Вона співала в партіях: Амнеріс в Аїді; «Тітоньки в Пітер Граймс»; Азучени, Смерть в «Соловей»; Ерди в «Золото Рейну» і «Зигфрід»; Филипьевна в опері «Євгеній Онєгін»; першої Норни в«Загибелі богів»; Фрулола (Frugola) в готелі Il tabarro; Женев'єв у «Пеллеас і Мелізанда» ; Гертруди в «Гензель і Гретель»; бабусі в «Енуфа»; Леокадія Бегбік в «Зліт і падіння міста Махагоні»; Маделон в «Андре Шеньє»; Мамма Лючія в «Сільській честі»; Марфиньки в опері «Фауст»; Мері в «Летючому голландцю»; господині Бістро в опері «Фальстаф»; сестри в Борисі Годунові; Царівни в СУОР Анжеліка, Тереза в «Сомнамбулі», Ульріка в «Бал-маскарад», відьми в «Гензель і Гретель»; Зити в «Джанні Скіккі»та інш.